# 盖尔斯泰姆
盖尔斯泰姆（法語：Gerstheim，法語發音：[ɡɛʁstaim]）是法国下莱茵省的一个市镇，属于塞莱斯塔-埃尔什泰因区。

## 地理
盖尔斯泰姆（48°22'56"N, 7°42'9"E）面积16.42 平方千米，位于法国大東部大區下莱茵省，该省份为法国大陆部分最东部的省份，是阿尔萨斯的一部分，今与上莱茵省组成了阿尔萨斯欧洲集体，其南至上莱茵省，西南接孚日省和默尔特-摩泽尔省，西接摩泽尔省，北与德国接壤。
与盖尔斯泰姆接壤的市镇（或旧市镇、城区）包括：埃尔什泰因、多邦桑、埃尔布桑、马策奈姆、奥伯奈姆、奥斯图斯、桑镇。

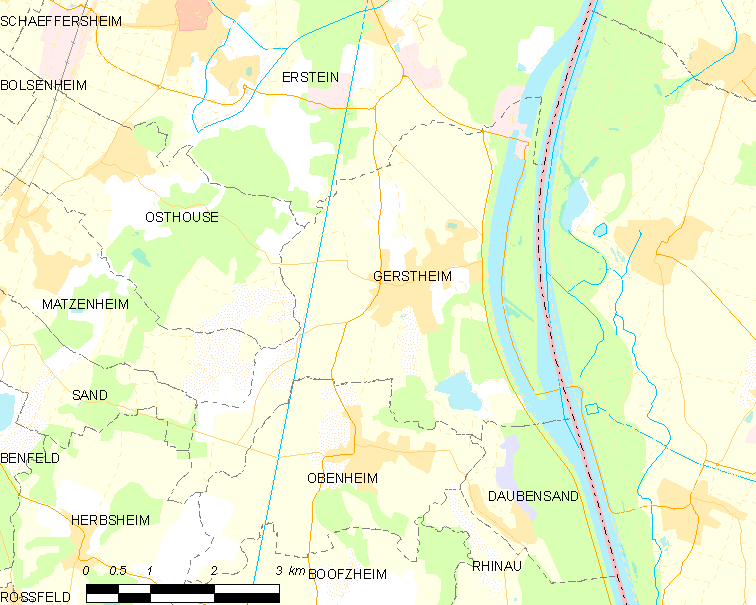
盖尔斯泰姆的OSM定位图

盖尔斯泰姆的时区为UTC+01:00、UTC+02:00（夏令时）。

## 行政
盖尔斯泰姆的邮政编码为67150，INSEE市镇编码为67154。

## 政治
盖尔斯泰姆所属的省级选区为埃尔什泰因区。

## 人口

1962-2008年间盖尔斯泰姆人口变化图示

盖尔斯泰姆于2022年1月1日时的人口数量为3457人。